# Joel Chandler Harris
Joel Chandler Harris (Eatonton, 9 dicembre 1848 – Atlanta, 3 luglio 1908) è stato un giornalista e scrittore statunitense, conosciuto soprattutto per le sue "Uncle Remus Stories" ("Storie dello Zio Remo"), in cui tramandò il folklore dei racconti afroamericani narrati nelle piantagioni.
Si tratta di favole morali, incentrate perlopiù su animali (Fratel Coniglietto, Compare Orso, Compare Volpone, Fratel Procione, Fratel Opossum) e scritte nel dialetto degli afroamericani.
Harris trascorse la maggior parte della sua vita ad Atlanta, lavorando come editore associato dell'Atlanta Constitution.

## Biografia

### Eatonton: 1845 - 1862
Joel Chandler Harris nacque ad Eatonton, in Georgia, nel 1845 da Mary Ann Harris. Suo padre, la cui identità rimane sconosciuta, abbandonò la famiglia alla nascita del figlio. I genitori non si erano mai sposati, così Harris prese il nome Joel dal suo medico, Dr. Joel Branham.  Chandler era invece il nome dello zio di sua madre.  Harris rimase cosciente della sua nascita illegittima per tutta la vita.
Un famoso medico, il Dr. Andrew Reid, concesse alla famiglia di Harris un piccolo cottage accanto alla sua villa, ove la madre lavorò come giardiniere.  Era un'avida lettrice e ciò influenzò lo sviluppo della vocazione letteraria nel figlio: "Il mio desiderio di scrivere -di dare espressione ai miei pensieri- crebbe nel sentire mia madre leggere Il vicario di Wakefield."
Il Dr. Reid pagò anche per innumerevoli anni l'educazione del bambino. Nel 1856, Joe Harris frequentò brevemente la Kate Davidson's School for Boys and Girls, ma fu poi trasferito alla Eatonton School for Boys. Harris eccelleva nella scrittura, ma era conosciuto soprattutto per i suoi scherzi e il suo humor, che dovettero consentirgli di superare la sua timidezza e la sua insicurezza per i suoi capelli rossi, retaggio delle sue origini irlandesi, e per il fatto di essere un figlio illegittimo.

### Piantagione Turnwold: 1862 - 1866

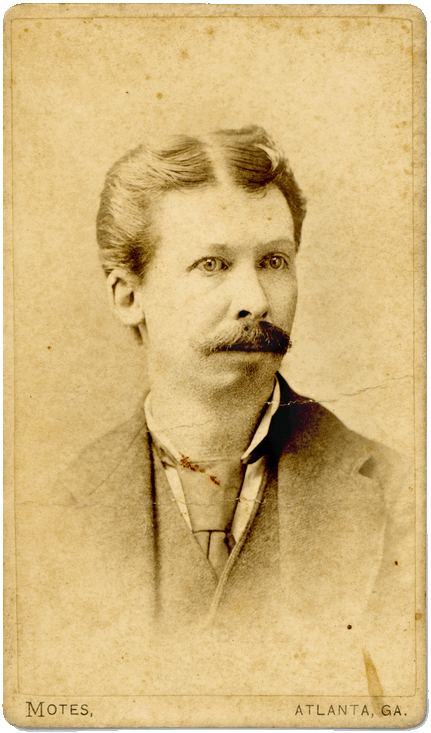
Harris nel 1873

Harris lasciò presto la scuola a causa della rovina finanziaria di sua madre.  Nel marzo 1862, Joseph Addison Turner, proprietario della Piantagione Turnwold nove miglia ad est di Eatonton, lo assunse come stampatore per il suo giornale The Countryman.  Il giornale raccolse lettori da tutta la  Confederazione americana durante la Guerra di Secessione e divenne uno dei maggiori quotidiani del sud con una tiratura di circa 2.000.  Harris imparò ad impostare i caratteri tipografici, e Turner gli consentì di pubblicare articoli, poesie e racconti umoristici.
Durante gli anni trascorsi alla Piantagione Turnwold, Joe Harris assorbì le opere letterarie presenti nella biblioteca del suo principale.  Ebbe accesso alle opere di Chaucer, Dickens e Sir Thomas Browne, come anche alle Mille e una notte, a Shakespeare, a Milton, a Swift, a Thackeray, e a Edgar Allan Poe.  Turner, un forte sostenitore dell'indipendenza del sud, incitava gli scrittori del sud a realizzare delle opere che dessero lustro alla Confederazione.  In The Countryman Turner insistette perché Harris introducesse umorismo nei suoi articoli.
Mentre era alla Piantagione, Harris trascorse gran parte del suo tempo nel quartiere degli schiavi. Le sue origini irlandesi, i suoi capelli rossi e le sue discriminazioni come figlio illegittimo lo portarono ad una identificazione con gli schiavi.  Assorbì i racconti, il linguaggio e le inflessioni di gente come Uncle George Terrell, Old Harbert, e Aunt Crissy. Le storie di animali narrate dagli afroamericani sarebbero state la fonte di ispirazione per la sua opera principale, Uncle Remus.  George Terrell e Old Harbert in particolare divennero i modelli per il personaggio del suo libro.